# Azja
Azja (auch Azja Tuhajbejowicz) ist ein fiktionaler Charakter des Sienkiewicz-Historien-Epos Pan Wołodyjowski. Er ist ein Gegner und Rivale Michał Wołodyjowskis. Er ist ein Tatar, der Barbara Jeziorkowska entführen will und unbewohnte Regionen der Ukraine mit Krimtataren besiedeln lässt um die Grenzen Polen-Litauens zu schützen (wie die Saporoger Kosaken), wird zum Führer des Lipka-Tataren-Banners im Dienste des polnischen Königs, mit denen er während des Polnisch-Osmanischen Krieges auf die Seite der Osmanen wechselt.  
Obwohl die Figur Azja erfunden ist, lebte sein Vater Tuhaj Bej wirklich und war eine historisch bedeutende Figur.
In Jerzy Hoffmans 1969er Filmadaption wird Azja gespielt von Daniel Olbrychski.